# 伯顏 (八鄰部)
伯顏（1236年—1295年1月11日），出身八鄰部，元朝初年的軍事家和政治人物。
伯顏曾祖父失兒古額禿是成吉思汗帳下千戶長，祖父阿剌黑曾任千戶長（蒙古第26位开国功臣）兼斷事官，從征西域有功，受封忽毡及附近地區為食邑。叔祖父是成吉思汗的名臣纳牙阿。父親曉古台，曾隨旭烈兀西征西亚，伯顏即在伊儿汗国生長，信奉景教。
伯顏以深略善断著称，至元初年，受旭烈兀派遣出使大都奏事，並受到元世祖的赏识和信任，遂留仕于元朝，作为侍臣，与谋国事，並娶了宰相安童之妹。1265年成為光祿大夫中書左丞相，后迁中书右丞。1270年，改任同知枢密院事。1274年，复任左丞相，元大舉伐南宋，統帥史天澤因病辭退，伯顏遂成為征宋總帥，分三路攻宋，与阿术统中路，取鄂州、汉阳等地，沿长江东下。進展順利，次年取黄州、蕲州、江州、安庆、池州等地，在丁家洲之战大败南宋宰相贾似道军，收降太平州、滁州，下建康府，进升为中书右丞相。十一月，分兵三路进军临安，与右丞相阿塔海取中道，节制诸军并进。1276年2月4日宋軍投降，進入臨安，元军俘虏宋恭帝和谢太后以及很多南宋宗室和大臣，元朝改臨安為兩浙大都督府。取宋地三十七府，一百二十八州、七百余县。
1277年，以宗王昔里吉等人执北平王那木罕，自阿力麻里东犯和林，奉命率师北上，大败军于斡耳寒河（今鄂尔浑河）。1281年，跟随皇太子真金抚军漠北，增加滕州四千九百余户为食邑。1285年，伯颜又统帅大军代宗王阿只吉总军西北，负责对窝阔台汗国海都汗的战争，1287年，从世祖讨平乃颜之乱。1289年，任知枢密院事，分院和林。1292年，招降明理铁木儿，多次击败海都军，因遭朝臣陷害，被罢职，居大同。元世祖忽必烈去世前，任命伯颜和不忽木等人为托孤大臣，1294年2月18日元世祖去世，1294年5月10日，伯颜和大臣们拥立元成宗铁穆耳登基称帝，元成宗登基后，官至開府儀同三司、太傅、錄軍國重事，依前知枢密院事，至元三十一年十二月二十五庚子日（1295年1月11日），伯颜病逝。
大德八年（1304年），元成宗特赠宣忠佐命开济功臣、太师、开府仪同三司，追封淮安王，谥忠武。至正四年（1344年），元惠宗加赠宣忠佐命开济翊戴功臣，进封淮王，余如故。有《丞相淮安忠武王碑》以志其功。

## 延伸阅读
[在维基数据编辑]
 《元史/卷127》，出自宋濂《元史》
 《新元史/卷159》，出自柯劭忞《新元史》